# Wissenschaftsgeschichte der Polydaktylie
Die am zweithäufigsten vorkommenden Fehlbildungen beim Menschen sind solche der Extremitäten und unter diesen Polydaktylie, also zusätzlicher Hand- und/oder Fußgliedmaßen. Polydaktylie gehört daher zu den frühesten Forschungsobjekten der Wissenschaft. Die ersten Spuren reichen in prähistorische Zeit fast 10.000 Jahre zurück. Im Verlauf der Wissenschaftsgeschichte werden unterschiedliche Schwerpunkte in der Polydaktylieforschung deutlich, von Vererbungsregeln über die evolutionäre Bedeutung, exakten anatomische Analysen bis zur Erforschung molekularer Ursachen und neuerdings verstärkt der Extremitätenentwicklung. Auch die Analyse der Variation der Zehenzahlen und die Genotyp-Phänotyp-Beziehung rücken wieder stärker in den Fokus der Forschung. Als evolutionäre Variation ist Polydaktylie nicht mit der Evolutionstheorie Darwins und auch nicht mit der Synthetischen Evolutionstheorie erklärbar. Erst die Erweiterte Synthese in der Evolutionstheorie findet hierzu EvoDevo-Mechanismen, die beschreiben, wie der Phänotyp in der Entwicklung erzeugt wird. Jährlich werden seit 2011 laut der Yale University mehr als 1000 neue wissenschaftliche Publikationen zu Polydaktylie veröffentlicht.

## Prähistorie und Antike

### Früheste Erwähnungen
Die älteste bekannte Darstellung einer Figur mit 6 Zehen stammt aus Ain Ghazal, dem heutigen Jordanien 7500 Jahre vor unserer Zeitrechnung. Ein numerischer Fuß mit 6 Zehen ist aus der Zeit 2600 Jahre vor Christus bekannt. Er trägt in Keilschrift den Satz: „Was soll ich tun (für mein Kind mit 6 Zehen)?“ Aus der neoassyrischen Dynastie des Königs Ashurbanipal existieren 24 Tafeln mit 2800 teratologischen Omina unter dem Namen Šumma izbu, das sind angeborene Fehlbildungen. Der Glaube an die Wahrheit solcher Omina war in der priesterlichen Gesellschaft tief und unbezweifelbar verwurzelt. Es spielte eine schicksalsbestimmende Rolle, sowohl für das Kind als auch unter Umständen für die Familie und den Staat, ob die Fehlbildung auf der linken oder rechten Körperseite oder auf beiden Seiten auftrat. Zwei der Voraussagen aus Šumma izbu lauten:

„Wenn eine Frau eines Palasts ein Kind gebiert mit 6 Zehen am linken Fuß, wird das Haus seines Vaters alt werden.“

„Wenn eine Frau eines Palasts ein Kind gebiert mit 6 Fingern und 6 Zehnen an Händen und Füßen, wird der Prinz das Land eines unbekannten Feindes erobern.“

### Aristoteles – Früheste Auseinandersetzung mit Entwicklung und Anomalien

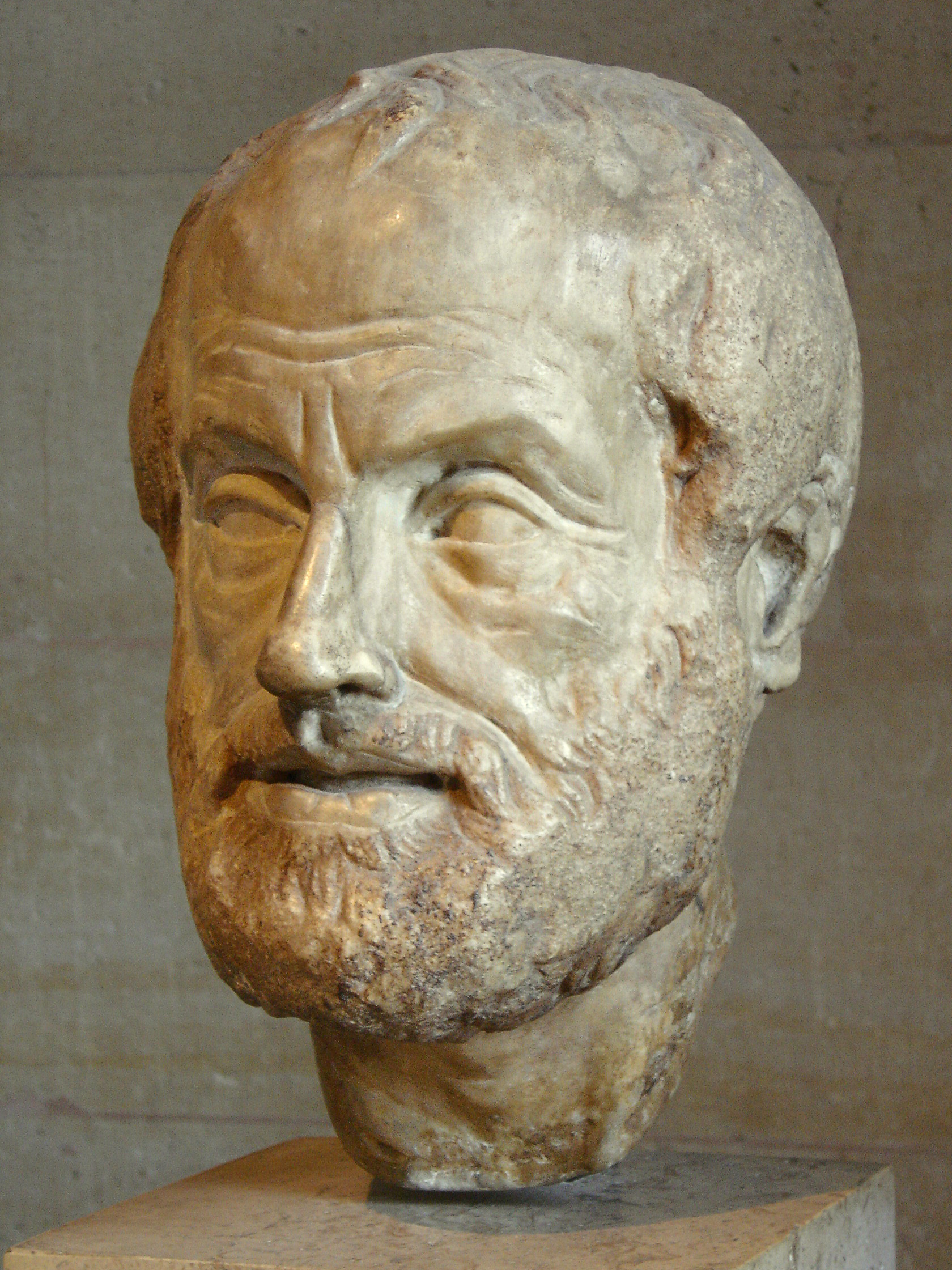
Aristoteles (384–322 v. Chr.)

Der griechische Philosoph Aristoteles (384–322 v. Chr.) war ein bedeutender Naturphilosoph der griechischen Antike. Seine bis in die Neuzeit der Wissenschaft reichende Bedeutung als Naturforscher für die Embryologie liegt primär darin, dass er die Präformationslehre, nach der die Form des Foetus bereits im Samen vorgebildet sei, strikt ablehnte. Aristoteles griff das Thema Polydaktylie unter anderem in seinem als de generatione animalium ins Lateinische übersetzen Werk auf, in dem er sich mit der Zeugung und Embryologie der Tiere beschäftigt. Er benutze nicht den Begriff Polydaktylie, sondern sprach im Zusammenhang von Monstrositäten sowohl von „zu vielen“ als auch von weniger Zehen. Monstrositäten sind hier keine Monsterbildungen, vielmehr verwendet Aristoteles den Begriff immer dann, wenn es um Ausnahmen von der Regel geht. So ist ein Kind, das seinen Eltern nicht ähnlich sieht, bereits in gewissem Sinn für ihn eine Monstrosität wie Zwillinge, aber ebenso ein menschliches Wesen, das durch Fehlbildungen eher einem Tier als einem Menschen ähnlich sieht. Zu viele Zehen werden im gleichen Sinn verwendet wie jede andere Verdoppelung eines Körperteils. Er verwendet das Phänomen beispielhaft. Die Verdoppelung von Teilen des Embryos hat nach seiner Ansicht dieselbe Ursache wie die Verdoppelung des Embryos selbst. Und zwar wird bei einer Monstrosität mehr Material in einem beliebigen Punkt des Embryos aggregiert als für die natürliche Entwicklung des Teils benötigt wird. In diesem Fall können größere oder mehr Teile entstehen, abhängig von der Bewegung des oder im Embryo. Das Bewegungsprinzip ist ein wichtiges Grundprinzip der Entwicklung neben anderen, von denen das zentrale der Unterschied von Hitze und Kälte im Uterus ist. Das Bewegungsprinzip wird deutlich, wenn Aristoteles das Entstehen einer Anomalie im Embryo mit Strudeln im Wasser von Flüssen vergleicht. Dort lässt ein potenzielles Hindernis zwei Strudel gleicher Bewegung aus einem entstehen, wenn Wasser mit einer bestimmten Bewegung vorbeifließt. „Ein neues Teil kann an das Teil, das es verdoppelt, angebunden sein. Es kann sich aber auch in gewisser Entfernung zu diesem befinden, wenn nämlich die Bewegung im Embryo stark genug ist und ebenso wegen des Überflusses an Material, das zu dem Platz, von dem es weg bewegt wurde, zurückfindet, während das Teil seine Form, die es fand, als es durch Überfluss entstand, beibehält.“
Aristoteles verwendet somit das Phänomen Polydaktylie als Testfeld, an dem er seine Entwicklungsprinzipien, etwa das Bewegungsprinzip oder das Überflussprinzip, erhärten kann. Wenn das Prinzip dem natürlichen Fall und dem Ausnahmefall genügt, ist es zu einem höheren Grad verifiziert. Die Aggregation von ausreichend Material für die Bildung einer Verdoppelung könnte nach moderner Sicht als Zellproliferation verstanden werden. Sie ist bei einer Form der präaxialen Polydaktylie mit der Mutation eines Sonic hedgehog cis-Elements Voraussetzung für die Bildung eines oder mehrerer neuer Finger bzw. Zehen. Die skelettäre Formbildung erfolgt hier anschließend im Zuge der Selbstorganisationsfähigkeit des Gewebes in der Knospe (Genetische Ursachen von Polydaktylie). Die dichte Anbindung oder die Abwesenheit eines polydaktylen Fingers von einem der regulären Finger kann durchaus so aussehen, wie Aristoteles es beschreibt. Der Fall des Anhängsels ist bei der Hand Syndaktylie (Polydaktylie Abb. 7), der Fall der Abwesenheit existiert mit einer weit gespreizten Bifurkation, aber auch beim abgespreizten, verlängerten, polydaktylen ersten Zeh der Maine-Coon-Katze (Polydaktylie Abb. 5). Hier ist nicht bekannt, an welchen Beispielen Aristoteles seine Aussagen abgeleitet hat, bzw. ob er sie überhaupt an Extremitäten gesehen hat; er macht dazu keine näheren Angaben. In jedem Fall zeigt Polydaktylie spezifische Variationsformen, wie sie Aristoteles allgemein verwendet.
Natürlich lag Aristoteles nicht richtig, wenn er das Prinzip für die Verdoppelung bei einem Finger oder Zeh mit dem der Verdoppelung des gesamten Fötus wie bei Zwillingen gleichsetzte.

### Erste Klassifizierung durch Galenos
Nach Aristoteles behandelte auch der Römer Plinius der Ältere (23–79 n. Chr.) das Thema Polydaktylie in seinem 37-bändigen naturgeschichtlichen Werk Naturalis historia. Er nannte die Erscheinung Sedigita, also Sechsfingrigkeit. Plinius machte als erster in der Geschichte der Medizin darauf aufmerksam, dass einige Wirbeltiere 6 Zehen an ihren Vorderbeinen haben. Der in Griechenland geborene römische Arzt Galenos (129–216 n. Chr.) war der erste, der in seinem 14-bändigen Werk De Methodo Medendi (Über die therapeutische Methode) Körperfehlbildungen klassifizierte. So unterschied er nach Form, Anzahl und Größe und etwa nach korrekt und nicht korrekt ausgebildeten zusätzlichen Fingern. Galenos sprach sich klar dafür aus, dass Fehlbildungen während der Embryonalentwicklung verursacht werden. So erwähnte er intaktes Gewebe bei einem korrekt ausgebildeten Finger und nicht intaktes Gewebe bei einem inkorrekt ausgebildeten. Das bedeutet, seine Lehre widerspricht der Präformationslehre. Die Form des Körpers existiert nicht a priori.

## Mittelalter

### Albertus Magnus, Thomas von Aquin, Nikolaus von Oresme

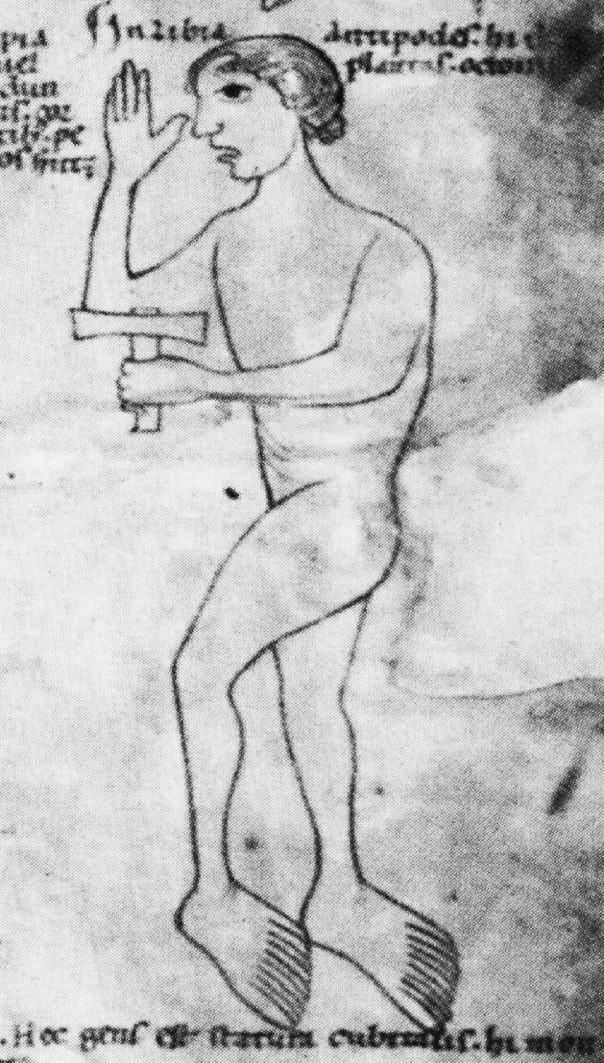
Antipode mit 9 Zehen an beiden nach hinten gerichteten Füßen aus der Arnstein-Bibel von 1172

Im frühen Mittelalter taucht Polydaktylie bei Augustinus im frühen 5. Jahrhundert auf. Das älteste bekannte Abbild eines polydaktylen Menschen in Europa ist in der Arnstein-Bibel aus dem Jahr 1172 zu finden. Das Bild zeigt einen Mann von der Südseite der Erde (Antipode) mit neun Zehen an jedem Fuß, die Füße nach hinten gerichtet. An den Händen hat er jeweils 5 Finger. Es gab keinerlei Zweifel in der damaligen Zeit, dass solche Wesen, die Monster genannt wurden, tatsächlich existierten. Albertus Magnus brachte im 13. Jahrhundert eine neue Idee ins Spiel. Danach entsteht Polydaktylie nicht durch physische Mängel, sondern durch eine mangelnde geistige Kontrolle über den Körper. Thomas von Aquin, ebenfalls im 13. Jahrhundert, bemerkte als erster, dass zusätzliche Finger nützlich und sogar ein integraler Bestandteil des Wesens einer Person sein können. Eine weitere, revolutionäre Idee zur Entstehung von Polydaktylie lieferte im 14. Jahrhundert der französische Bischoff und Naturwissenschaftler Nikolaus von Oresme. Er argumentierte, dass die physische Umgebung ausschlaggebend ist, sie ist entweder zu trocken, zu flüssig oder zu spärlich.

### Avicenna – Natürliche Ursachen

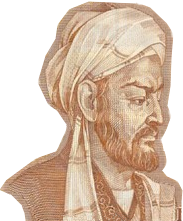
Avicenna (980–1037)

Der persische Arzt und Universalgelehrte Avicenna (Ibn Sina) verwendete in einer wenig bekannten Schrift Polydaktylie als Beispiel dafür, dass seltene medizinische Vorkommnisse dennoch eine natürlich Ursache haben. Er beharrte auf der Aussage, dass die Ursachen unabhängig von der Seltenheit des Auftretens dennoch stets dieselben sein müssen. Das Merkmal hatte also für ihn keine zufällige und noch weniger eine übernatürliche Ursache. Mit diesem Erklärungsansatz war Avicenna dem Denken in Europa um 600 bis 800 Jahre voraus. Erst mit der Aufklärung setzte sich – von frühen Ausnahmen abgesehen – rationales Denken bei der Erklärung von Vorgängen in der Natur bei uns durch.

## Frühe Neuzeit und Aufklärung

### Natürliche Ursachenforschung und Streit um Präformation oder Embryogenese

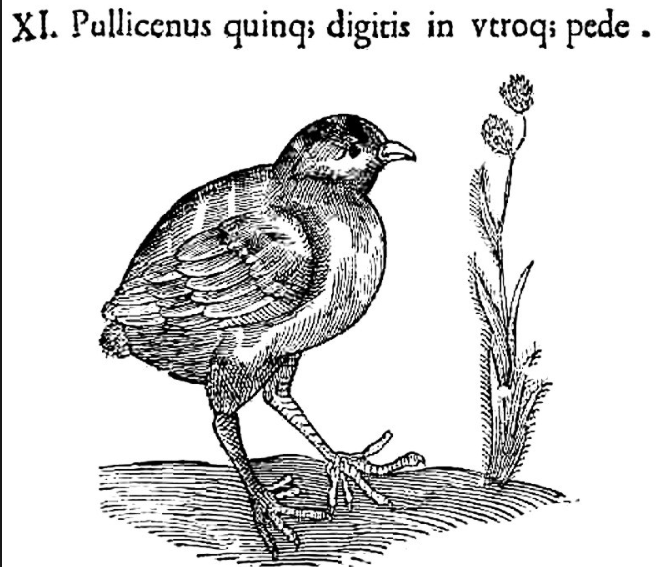
Älteste Abbildung in Europa von einem symmetrisch polydaktylen Tier, hier ein Huhn mit 5 Zehen an beiden Füßen von Bartolomeo Ambrosini (1642)

In der zweiten Hälfte des 16. Jahrhunderts entstanden im Zuge des Buchdrucks in Deutschland, Italien und Frankreich zahlreiche Werke mit Abbildungen von Missbildungen (Monstern). Das erste Bild eines dreifüßigen Vogels, der am dritten Fuß fünf statt der regulär vier Zehen aufweist, stammt von Ulisse Aldrovandi aus dem Jahr 1574.
Der deutsche Arzt Martin Weinrich hob sich 1595 von seinen Zeitgenossen ab, indem er die natürlichen Ursachen für alle Fehlbildungen in den Vordergrund stellt. Das war ungewöhnlich, war doch das 16. Jahrhundert noch immer durch übernatürliche Erklärungen für die Mehrzahl außergewöhnlicher Erscheinungen geprägt. Damit leitete Weinrich einen Wendepunkt von der bis dahin teleologischen zu einer naturnahen Betrachtung ein. Es dauert allerdings noch lange, bis sich solches Denken durchsetzt.
Von 1759 bis 1777 führten Albrecht von Haller und Caspar Friedrich Wolff einen ausgedehnten Disput in Briefen über die Natur der Embryonalentwicklung. Dabei trat Haller für die Sichtweise der Präformationslehre ein, wonach der Embryo in seiner Form von Anfang an fertig ausgebildet ist und lediglich auswachsen muss, während Wolff ein erklärter Vertreter der Embryogenese war. Nach dieser, heute geltenden Anschauung muss der Embryo seine Form erst in einem komplizierten Embryogeneseprozess finden. Die immer häufigeren Nennungen von Polydaktylie bei Mensch und Tieren und auch anderer Missbildungen halfen, Zweifel an der Präformationslehre aufkommen zu lassen, die sich aber noch lange halten konnte. Die Präformationslehre konnte nicht erklären, warum ein bereits in der Eizelle fertig angelegter Embryo Missbildungen aufweisen sollte.

### Pierre-Louis Moreau de Maupertuis – Mathematische Studie zur Vererbung von Polydaktylie

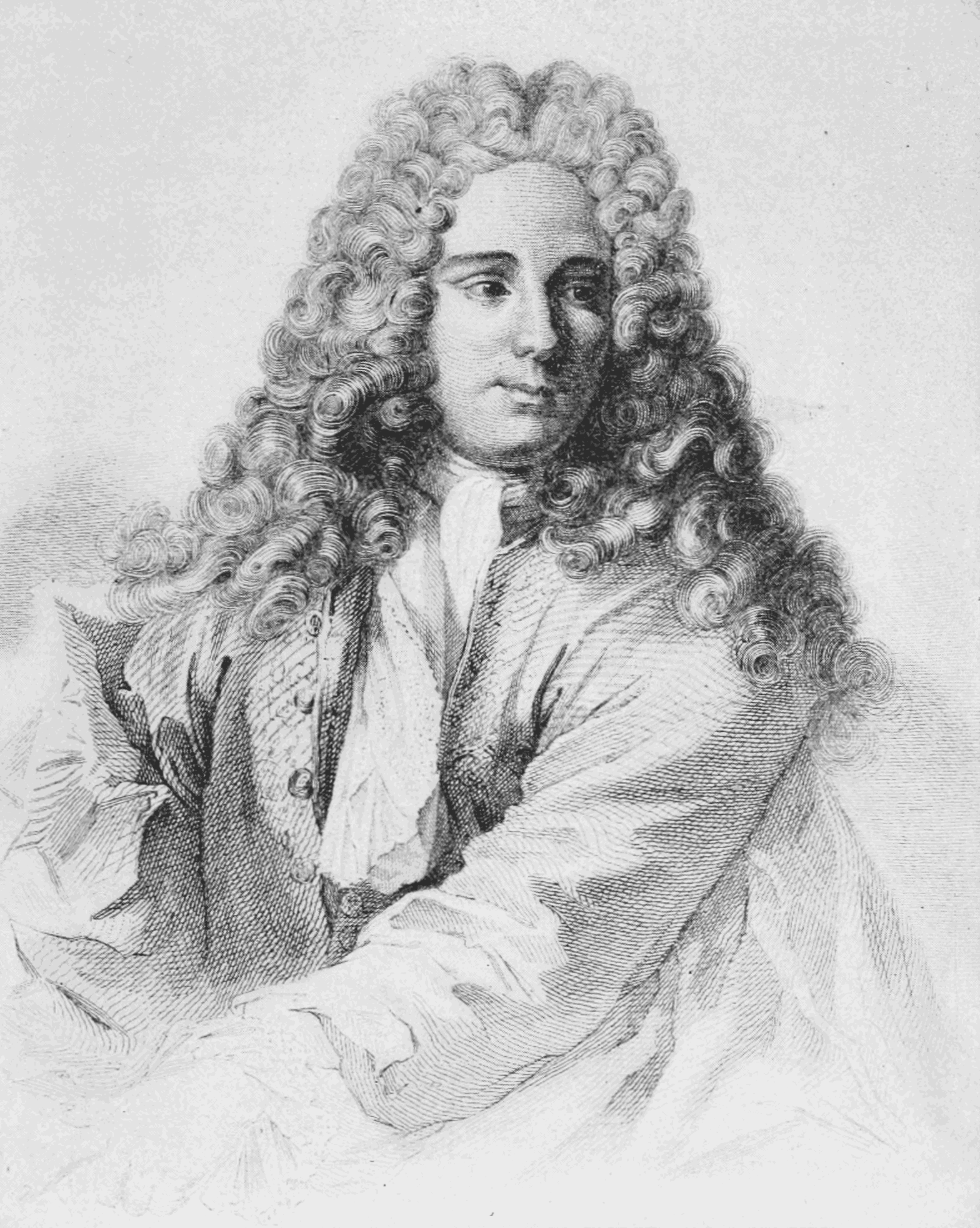
Pierre-Louis Moreau de Maupertuis (1698–1759)

Der französische Universalgelehrte Pierre-Louis Moreau de Maupertuis analysierte 1751 in einer Studie in seinem Werk Système de la nature ou Essai sur les corps organisés. (Vom universellen System der Natur oder Essay über die organischen Körper). an mehreren Generationen der Berliner Familie Ruhe die Vererbung von Polydaktylie. Er berechnete die äußerst geringe Wahrscheinlichkeit, dass Polydaktylie allein durch Zufall über drei Generationen hinweg in einer bestimmten Familie auftritt. Damit wurde der Zufall ausgeschlossen, das Merkmal musste vererbbar sein, und zwar sowohl durch den Vater als auch durch die Mutter.
Maupertuis entwickelte eine Theorie, dass der Embryo ebenso wie ein Missbildungsmerkmal wie etwa die Polydaktylie das Resultat einer Veränderung in kleinsten vererbbaren Partikeln eines Individuums sind. Diese würden sich auf eine newtonsche Art (Gravitation) und durch chemische Verbindungen anziehen. Er vertrat die Auffassung einer spontanen Entstehung des Lebens durch zufällige Aggregation dieser Partikel. Maupertuis verband mit Polydaktylie bereits evolutionäre Ideen, wenn er folgerte, dass Polydaktylie Veränderungen eines früheren „Prototyps“ seien, der dieses Merkmal noch nicht aufweist. Erst bei ausreichend starker Vererbung über viele Generationen und durch beide Geschlechter käme es zu einer „Speziesänderung“. Eindeutig sprach sich Maupertuis gegen die Präformationslehre aus, wonach die Form des Phänotyps in den Geschlechtszellen bereits in Miniatur vorgebildet ist.

## 19. Jahrhundert

### Robert Chambers – Ein polydaktyler Wissenschaftler

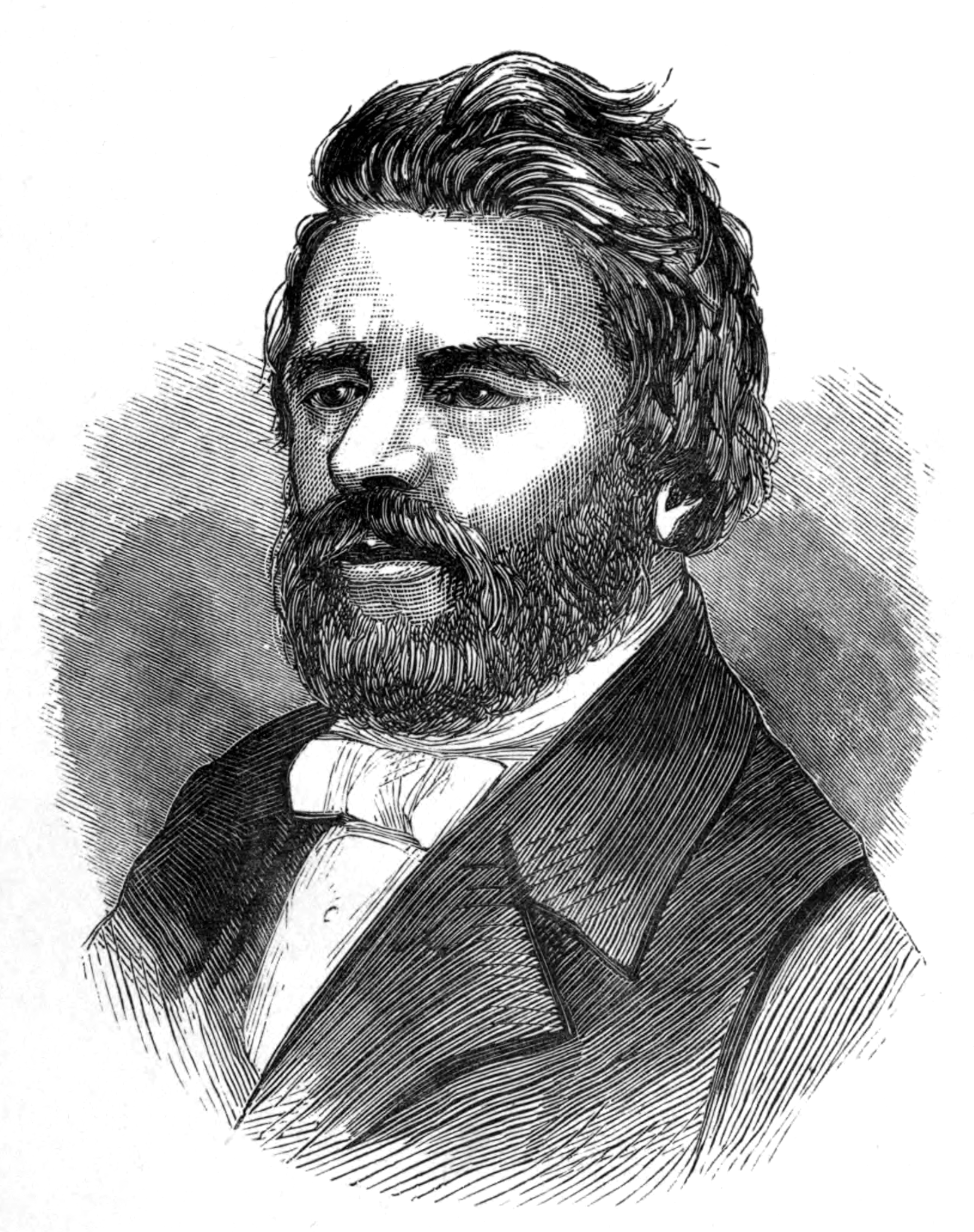
Robert Chambers (1802–1871)

In Großbritannien war der schottische Forscher Robert Chambers selbst polydaktyl. Er und sein Bruder hatten an beiden Händen und Füßen 6 Finger bzw. 6 Zehen. Chambers, ein wichtiger Vorgänger Darwins, publizierte sein Hauptwerk Vestiges of the Natural History of Creation (dt.: Spuren der Naturgeschichte der Schöpfung) 1844 anonym. Es war nach den Überlegungen von Darwins Großvater Erasmus das erste verbreitete Buch in Großbritannien zu Evolution und zur Abstammung der Arten von einem gemeinsamen Vorgänger. Evolutionsmechanismen konnte er allerdings noch nicht ausmachen und sprach nur allgemein von Naturgesetzen. Es ist möglich, dass Chambers’ eigene Polydaktylie ihn zu Überlegungen animierte, dass natürliche Bedingungen die primären Ursachen für evolutionäre Veränderung darstellen. Chambers’ Buch wurde eines der erfolgreichsten populärwissenschaftlichen Bücher des 19. Jahrhunderts.
Chambers nennt das Beispiel von 6 Fingern an einer Hand und 6 Zehen an einem Fuß. Er sieht gleichermaßen Familien betroffen, die das Merkmal nicht vererben als auch solche, die es über einige Generationen vererben. Chambers führt eine Überlegung von Lawrence an, wonach die Vererbung des Merkmals durch beide Eltern zu Vorläufern einer neuen Rasse werden könnten. Er diskutiert also Polydaktylie prinzipiell als eine Qualität von Variation, die zu evolutionärer Veränderung führen kann. Die Ursachen, durch die eine solche Variation hervorgerufen werden könnte, vermag Chambers nicht zu nennen. Vielleicht sind es „symply types in nature“, „die unter bestimmten Bedingungen realisiert werden können“. Er stellt aber sofort in Frage, „dass diese Bedingungen so sein können, dass sie in ihrer Gesamtheit Aufmerksamkeit erregen“, mit heutigen Worten, dass sie im Zusammenwirken empirisch festgestellt werden könnten. Chambers vermutet also mehrere zusammenwirkende Faktoren, sieht eher ein komplexes Szenario und versucht nicht, das Phänomen zu reduzieren. „Wir sind Unwissende in den Gesetzen der Erzeugung von Variation, aber wir sehen sie als ein Prinzip in der Natur auftreten.“ An anderer Stelle spricht Chambers von „guten Bedingungen des Gesetzes in Entwicklung des generativen Systems“, die es vorwärts bringen und „schlechten Bedingungen“, die dazu führen, „dass es schwindet“. Für den letzteren Fall nennt er die Verlängerung und Verkürzung („attenuation“) von Extremitäten, beruft sich jedoch in diesem Zusammenhang nicht auf die diskontinuierlichen Veränderungen von Fingern oder Zehen. Chambers ist sich der Bedeutung der embryonalen Entwicklung bewusst und weist darauf hin, dass die sehr langfristige Ausbreitung der Lebewesen auf der Erde „auf eine bestimmte Art mit dem kurzfristigeren Prozess, bei dem ein individuelles Wesen aus einer Zelle hervorgerufen wird, verbunden ist“. Das sind sehr frühe Überlegungen zur evolutionären Entwicklungsbiologie 150 Jahre später.

### Charles Darwin – Ohne Erklärung für die Vererbung diskontinuierlicher Variation
Charles Darwin kannte das Merkmal Polydaktylie. In seiner 1875 erschienenen zweiten Auflage seines Buchs The Variation of Animals and Plants under Domestication (dt.: Das Variieren de Thiere und Pflanzen im Zustande der Domestication) nennt Darwin Polydaktylie bei Hunden, insbesondere bei Doggen und ausführlicher bei Katzen. Er erwähnt, dass er von mehreren Familien mit sechszehigen Katzen gehört hat, wobei sich bei einer Familie die Besonderheit über mindestens drei Generationen vererbt hatte. Darwin schätzte Polydaktylie als einen Atavismus ein, also einen Rückschritt auf frühere Lebensformen, die regulär mehr Zehen hatten. Diese Anschauung wurde von den meisten seiner Zeitgenossen abgelehnt. Erst spät löste sich Darwin von dieser Idee.
Bei den vielen körperlichen Merkmalen, die Darwin bei Zuchttieren beschreibt und unter denen Polydaktylie nur eines ist, war Darwin bewusst, dass sich Variationen solch komplexer Art in einer einzigen Generation entwickeln und vererben können. Dies floss jedoch nicht in Darwins Evolutionstheorie ein und wurde auch von der späteren Synthetischen Evolutionstheorie übergangen. Marginale Änderungen wurden stets als die Rohmaterialgrundlage für die Veränderungen von Arten gesehen. Die englische Originalversion des genannten Werks von Darwin erwähnt die Vererbung der Polydaktylie, während die deutsche Übersetzung von Victor Carus das fälschlicherweise auslässt.

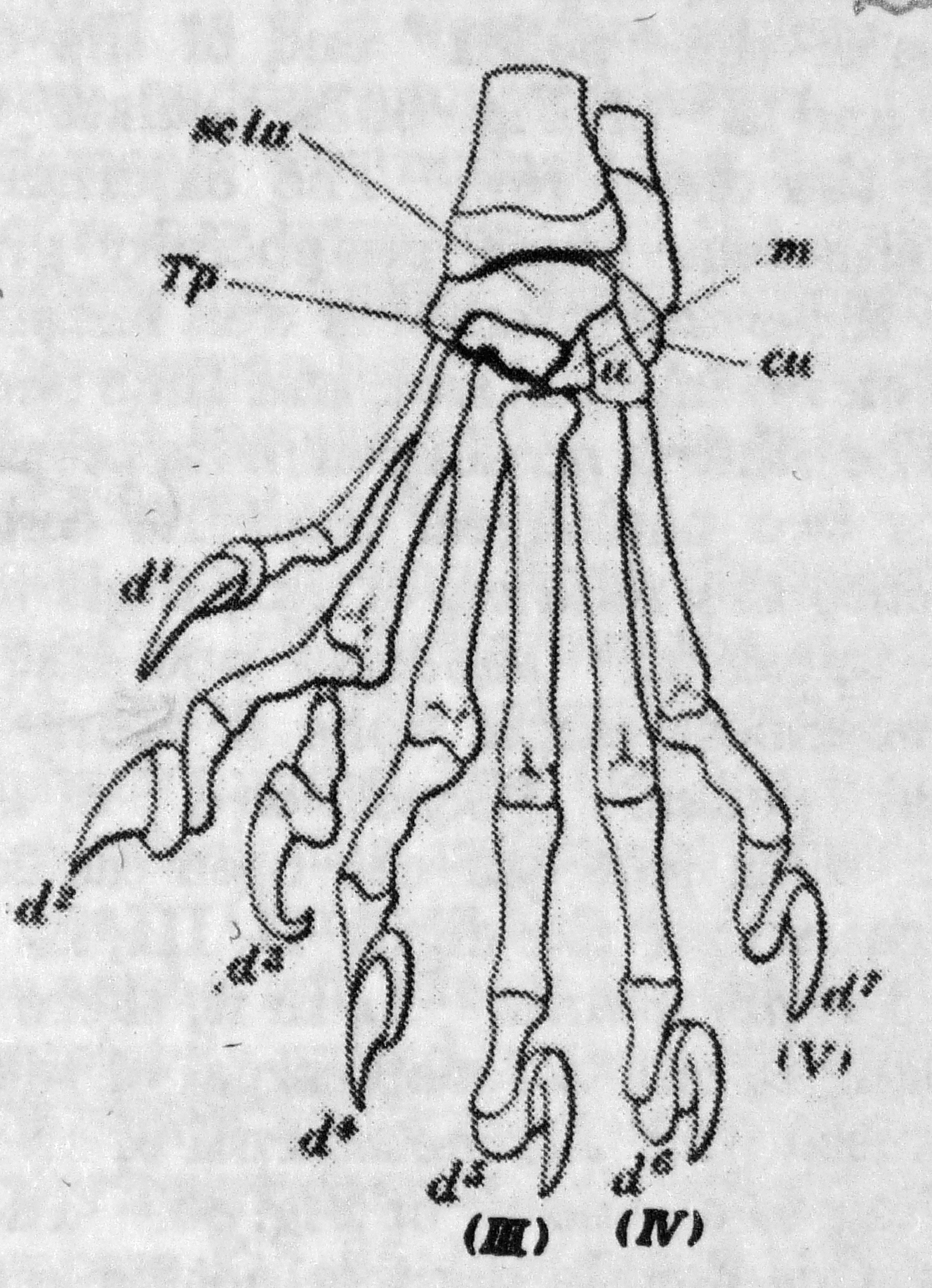
Bateson (1894): Polydaktyle Katze Vorderfuß links. Ein bifurkativer Zeh d3 am regulären ersten Zeh d2 und ein kompletter neuer Zeh d1 außen links. Vermutlich Hemingway-Mutant

### William Bateson über diskontinuierliche Variation

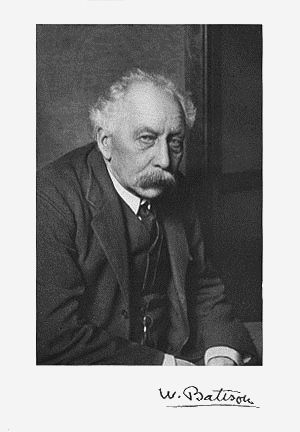
William Bateson (1861–1926)

Eine bedeutende Arbeit im Hinblick auf die erst 35 Jahre alte Evolutionstheorie Darwins erschien 1894 von William Bateson. Bateson, ein Evolutionist, der sich gegenüber Darwin darin abgrenzte, dass er diskontinuierliche gegenüber graduellen Merkmalsänderungen als bedeutender für den evolutionären Wandel bewertete, analysierte hierfür unzählige Merkmale, darunter auch Polydaktylie auf 40 Seiten bei mehreren Arten. Bei der Katze beschreibt Bateson detailliert je vier polydaktyle Fußformen an Vorder- und Hinterfuß, darunter auch die heute als Hemingway-Mutant bekannte Variation mit 7 Zehen am Vorderfuß, einem bifurkativen Zeh am ersten Zeh sowie einem zusätzlichen kompletten neuen, sehr dünnen Zeh an der (anterioren) Handinnenseite. Freilich konnte Bateson noch nicht wissen, dass sich einige der von ihm beschriebenen Mutanten auf dieselbe Mutation zurückführen lassen. Beim Menschen entdeckte Bateson einen neuen Mittelhandknochen, der notwendig wird, um an einer polydaktylen Hand mit 7 Fingern diese geordnet in den Handapparat und den Arm integrieren zu können. Ein Makaken-Affe mit 9 Zehen an einem Fuß wird beschrieben.

## 20. und 21. Jahrhundert

### Exakte anatomische Studien

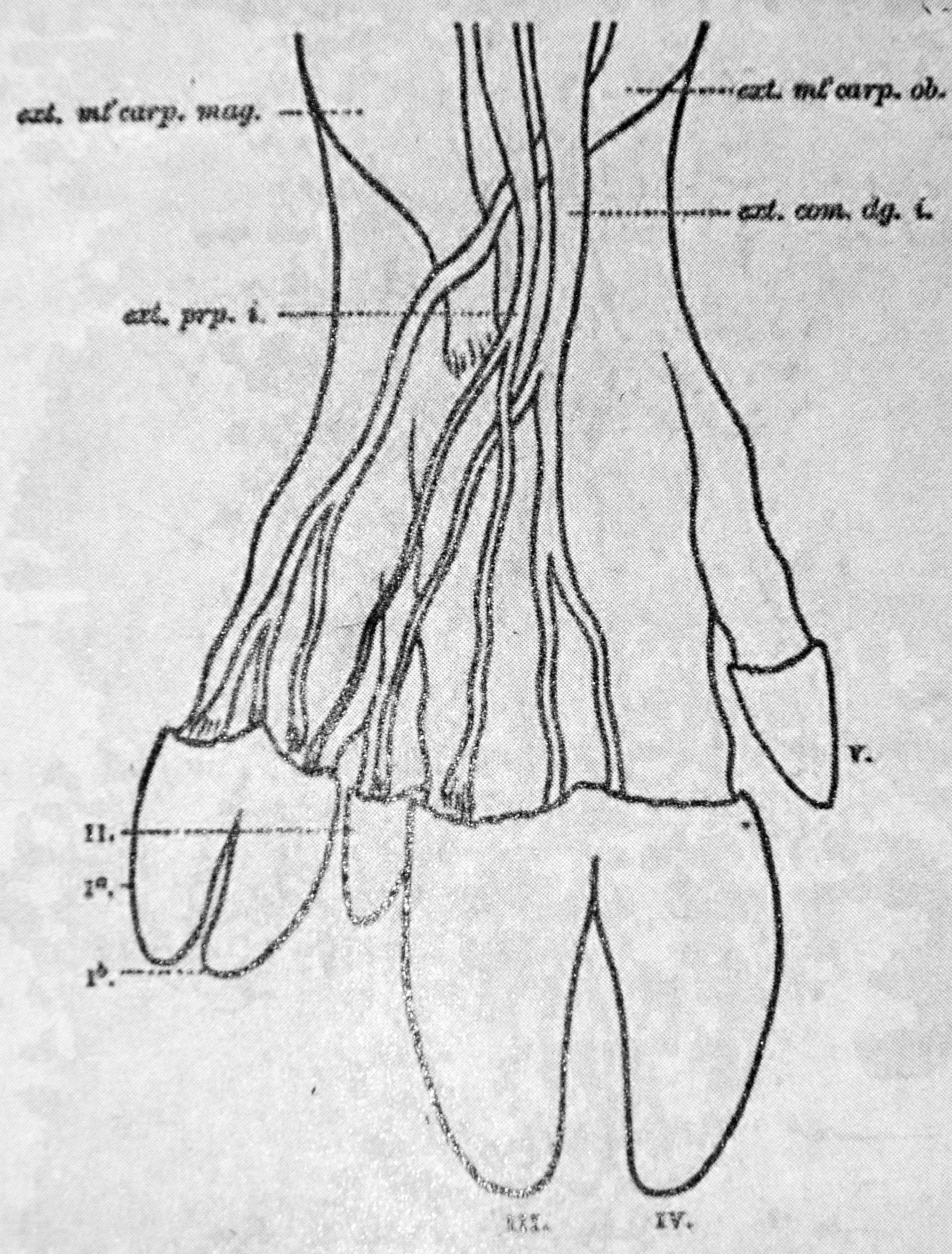
Prentiss (1903): Aufsicht der Muskulatur eines präaxial polydaktylen Schweinefußes vorne links. Der linke Zeh auf dem Bild ist polydaktyl. Sein Streckmuskel Extensor proprior internus (ext. prp. i.) bedient beim Wildtyp den kleinen rechts anliegenden ersten Zeh. Dieser Muskel wird hier zu dem neuen Zeh umgeleitet.

Neben den genannten Studien erschienen in der zweiten Hälfte des 19. Jahrhunderts und Anfang des 20. Jahrhunderts mehrere Arbeiten zu Polydaktylie, darunter die älteste englischsprachige Arbeit dediziert über Polydaktylie von J. Struthers (1863). 1902 publizierte F. Howe eine Arbeit mit dem Titel A case of Abnormality in Cats’ Paws. Darin beschrieb Howe detailliert die Anatomie polydaktyler Vorder- und Hinterpfoten der Katze, wobei er sich nicht auf das Skelett beschränkte, sondern Zeichnungen und Erläuterungen zur Muskulatur, den Nerven und zu Blutgefäßen lieferte. Howe nahm äußerst exakte Vermessungen von Länge und Gewicht der Extremitäten bis hin zu den einzelnen Zehen vor.
Eine ähnlich ausgerichtete Studie erschien 1903, ebenfalls in den USA, von C. W.Prentiss über Polydaktylie beim Menschen und domestizierten Tieren mit besonderer Berücksichtigung von Zehenvariationen beim Schwein. Auch Prentiss konzentrierte sich auf die anatomische Beschreibung und Zeichnungen polydaktyler Gliedmaßen. Er beschrieb als erster, wie eine Muskelumleitung des beim Wildtyp für den ersten Zeh zuständigen Streckmuskels Extensor proprior internus auftritt, um den neuen Zeh beim Schwein zu bedienen. Die Arbeit war mühsam, mussten doch im Glas präparierte in vitro Schweinsfüße, die jahrelang im Museum gelagert waren, schichtweise seziert werden, um die Verläufe von Muskeln oder Nerven festzustellen. Bezüglich der Vererbung schloss Prentiss externe Einflüsse, insbesondere Polydaktylie als ein vererbtes Merkmal erworbener Eigenschaften im Sinne Lamarcks, aus. Prentiss legte 8 Jahre nach der Entdeckung der Röntgenstrahlen eine Reihe solcher Aufnahmen vom Schwein zu Polydaktylie vor.
Bis 1945 waren verschiedene Formen von Polydaktylie beschrieben, darunter solche beim Menschen (Förster 1861, Gegenbauer, 1888 und 1890, Bardeleben 1895, Stockard 1921, Cummins 1922) und bei einer Reihe von Tieren, neben den genannten Arbeiten mehrere andere zu Katzen, Pferden (Arloing 1867, Boss 1895), Rind (Boss 1890), Hühnchen (Ánthony 1899, Gabriel 1946) und Eulen (Danforth 1919, Sturkie 1943, Warren 1944).

### Sewall Wright – Schwellenwerteffekte in der Entwicklung
1934 publizierte der amerikanische Evolutionstheoretiker Sewall Wright eine erste von zwei Arbeiten über 23 Linien einer inzüchtigen Meerschweinchenpopulation. Wright stellte erstmals maternale und damit nicht-mendelsche Effekte bei Polydaktylie fest. So nimmt laut seinem Ergebnis Polydaktylie mit dem Alter der Mutter signifikant ab. Auch einen saisonalen Einfluss konnte Wright feststellen, wonach der Anteil polydaktyler Jungen im Winter mit 37,5 % der Geburten um die Hälfte höher ist als im Sommer mit 25,5 % der Geburten. Er kam zu dem Schluss, dass das Auftreten eines atavistischen Zehs auf die Kombination genetischer Effekte und nicht-genetischer Schwellenwerteffekte zurückzuführen ist, eine zum damaligen Zeitpunkt sehr moderne Anschauung. 1947 erschien eine Arbeit über präaxial polydaktyle Katzen von C. H. Danforth, Stanford-Universität Kalifornien. Danforth unternahm eine Vererbungsstudie zu 97 polydaktylen Katzen über mehrere Generationen unter Laborkontrolle. Er stellte den autosomal dominanten Vererbungscharakter des Merkmals bei der Katze mit einer hohen Penetranz und variabler Expression fest, ordnete alle beobachteten Variationsformen ausdrücklich derselben Genmutation zu und war der erste Wissenschaftler, der die Häufigkeit alternativer Zehenformationen bei polydaktylen Maine Coon Katzen erfasste und quantitativ beschrieb. In einer weiteren Studie widmete Danforth sich nochmals intensiv der Morphologie der präaxial polydaktylen Katze. Dabei beschrieb Danforth die Ausweitung und Unterteilung des Nervus saphenus weit proximal entfernt vom Fuß der Katze und konnte damit zur Aufdeckung der hohen Integrationsfähigkeit der embryonalen Entwicklung beitragen. Danforth spekulierte, dass die Evolution des Fußes mit Faktoren zusammenhängt, die die embryonale Entwicklung der Zehen regulieren, ein vorsichtiger Vorgriff auf spätere EvoDevo-Gedanken.

### Molekulare Ursachenforschung

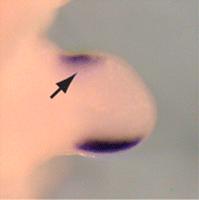
Zusätzliche ektopische Shh-Expression an der späteren Daumenseite (Pfeil), hier bei der Maus.

Nach der Entdeckung der DNA und mit den fortschreitenden Erfolgen der Molekularbiologie lag das Interesse seit den 1960er Jahren darin, die genetischen Ursachen von Polydaktylie zu erforschen. Signifikante Durchbrüche kamen vermehrt mit Beginn des neuen Jahrtausends zustande. Bis heute wurden mehr als 100 Polydaktylieformen aufgedeckt, viele davon als Syndrome, das heißt, dass Polydaktylie und gleichzeitig auch andere Fehlbildungen mit einer bestimmten genetischen Mutation assoziiert werden. Die Mutationsformen für Polydaktylie umfassen sowohl Mutationen in diversen Genen bzw. Proteinen wie (Sonic hedgehog, Indian hedgehog, Knochenmorphogenetische Proteine (BMP), Gli3, Hoxa, Hoxd etc.) als auch solche in cis-Elementen, die spezifische Genexpressionen während der Handentwicklung steuern. Die Entdeckung solcher cis-Elemente im Zusammenhang mit Polydaktylie trug seit 2002 stark dazu bei, das Verständnis nicht codierender DNA-Elemente für die Entwicklung zu erhöhen, hatte man doch nach der Entschlüsselung des menschlichen Genoms 2002 diese DNA-Bereiche noch voreilig als „DNA-Schrott“ bezeichnet. Zu den herausragenden Arbeiten zählen hierbei die Studien aus dem Team Laura A. Lettice und Robert Hill in Edinburgh. Die Forscher konnten den Locus für Polydaktylie beim Hemingway-Mutanten einer Punktmutation in einem nicht codierenden DNA-Element, der ZPA regulator sequence (ZRS) zuordnen, ein cis-Element, das die Expression von Sonic hedgehog (Shh) steuert. Dieser in der Evolution hoch konservierte Enhancer ist mit mehr als 800.000 Basenpaaren Entfernung außergewöhnlich weit von seinem Zielgen entfernt. Die Mutation kommt beim Menschen, bei der Katze und der Maus vor. Die zusätzliche ektopische Expression von Shh auf der anterioren Seite der Knospe wurde in diesem Zusammenhang entdeckt. 2012 konnte im selben Team erstmals die komplexe Wirkweise dieses cis-Elements im Zusammenspiel mit mehreren Transkriptionsfaktoren auf das Zielgen Shh genauer aufgedeckt werden.

### Laborexperimente und Computersimulationen der Extremitätenentwicklung

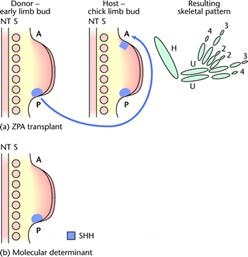
Das Experiment von Saunders und Gasseling (1968): Zehenverdoppelung im Hühnchenflügel nach anteriorer Transplantation einer ZPA

Bei der Erforschung der Extremitätenentwicklung hat Polydaktylie stets eine Rolle gespielt. Die Überlegung war: Könnte man erklären, wie ein separater neuer Finger entsteht, könnte man wohl auch die Entstehung der Hand erklären. So war das Experiment von Saunders und Gasseling 1968 epochal, bei dem es gelang, im Labor beim Hühnchen die Anzahl Zehen spiegelbildlich zu verdoppeln. Der Erfolg des Experiments war die Entdeckung der Zone polarisierender Aktivität (ZPA) in der Extremitätenknospe.

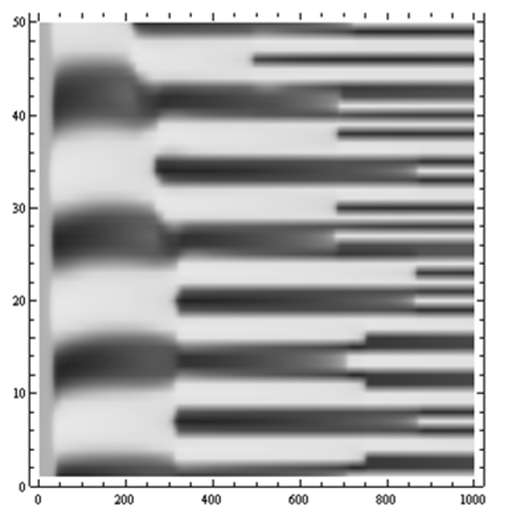
Takashi Miura (2012): Simulierte Finger-Bifurkationsbildungen

Computermodellierungen der Handentwicklung, basierend auf Turing-Mechanismen existieren seit 1974. Wenn die Entwicklung der Wirbeltierhand im Modell simuliert werden kann, muss nach der Vorstellung der Forscher dieser Gruppe mit solchen Modellen auch gezeigt werden können, wie Handfehlbildungen induziert werden und wie im Speziellen Polydaktylie die Musterbildung der Hand beeinflusst. Als einer der ersten konnte Takashi Miura, Kyoto, Japan, 2006 zeigen unter welchen Bedingungen polydaktyle Finger im Computermodell entstehen und wie sie aussehen. So demonstrierte er etwa Bifurkationen, das sind Abgabelungen neuer Fingerelemente aus bestehenden sowie dünne neue Finger bzw. Zehen, wie sie typischerweise bei der Katze oder der Maus (Doublefoot Mutant) auftreten.
Ein Team um Stuart A. Newman, New York, demonstrierte 2010, dass man Polydaktylie in Simulationsmodellen darstellen kann, indem zum Beispiel die Breite der Extremitätenknospe – im Modell spricht man von Domäne – vergrößert wird, wodurch mehr Zellgewebe zur Verfügung steht, was wiederum die Bildung neuer Finger oder Zehen im Modell ermöglicht. Einen anderen Polydaktylie-Modellansatz, zeigen Sheth et al. 2012. Er basiert ebenfalls auf einem Turingmodell. Danach beeinflussen Hoxgene in der Extremitätenknospe die Abstände der Finger. Engere Abstände, verursacht durch Mutationen von Hoxgenen, geben mehr Fingern auf ähnlich großem Raum Platz.

### Konsequenzen für die Evolutionstheorie

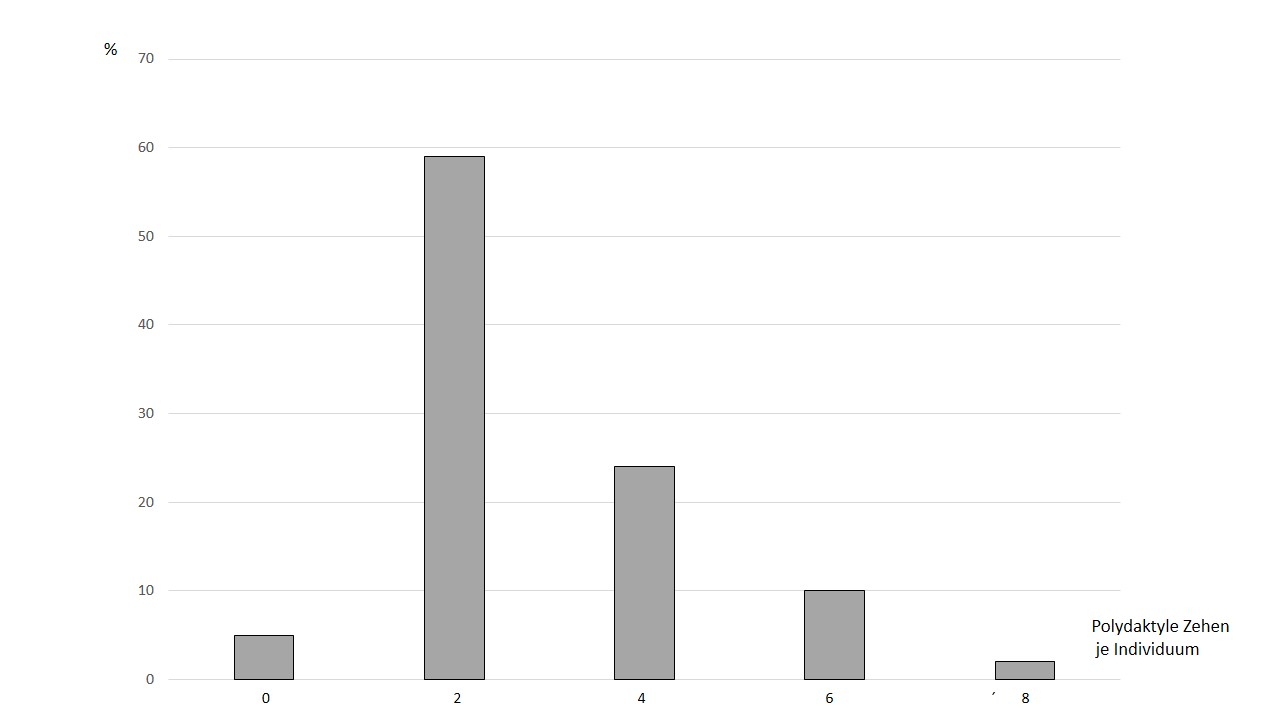
Präaxiale Polydaktylie, Hemingway-Mutant: Häufigkeit polydaktyler Zehenzahlen pro Individuum: statistisch schiefe Verteilung

In einer Studie der polydaktylen Zehenzahlen von 375 Hemingway-Mutanten der Maine-Coon-Katze zeigte sich, dass erstens die Anzahl der zusätzlichen Zehen variabel (plastisch) ist und zweitens die Anzahl zusätzlicher Zehen – statistisch gesehen – nicht normalverteilt ist.
Die Maine Coon Katze (als Grundmodell der Hemingway-Mutanten) hat als Wildtyp 18 Zehen. Polydaktylie trat in einigen Fällen mit unveränderter Zehenzahl (18 Zehen) auf, wobei die Abweichung darin bestand, dass durch Verlängerung des ersten Zehs ein dreigelenkiger Daumen vorlag. Wesentlich häufiger jedoch fanden sich 20 Zehen und abnehmend häufig dann 22, 24 oder 26 Zehen. Es gab auch, jedoch viel seltener, ungerade Gesamtzahlen von Zehen an den Füßen. Eine statistische Schiefe der Verteilung lag auch in der Differenz der Zehenzahlen an Vorder- und Hinterfüßen vor. Außerdem konnte eine Links-rechts-Asymmetrie der Zehenzahl beobachtet werden. Die Autoren der Studie schlugen aufgrund von Modellrechnungen vor, dass zufällige Bistabilitäten während des Entwicklungsprozesses die beobachtete statistische Schiefe der Verteilung erklären könnten.
Obwohl in Biologie und Medizin Polydaktylie als krankhafte Fehlentwicklung gilt, eröffnen viele ihrer Erscheinungen eine erweiterte Sicht darauf, wie Innovationen in der Evolution entstehen können. Da polydaktyle Finger oder Zehen kein homologes Merkmal besitzen, das heißt, da an der Stelle eines neuen Fingers beim Wildtyp weder Zellen noch Gewebe existieren, kann ein polydaktyler Finger oder Zeh – rein technisch gesehen – auch als eine komplette phänotypische Innovation betrachtet werden.
Art und Umfang, wie bei Hemingway-Mutanten neue Zehen entstanden sind, können deshalb als Beispiel dafür gesehen werden, wie in anderen Fällen evolutionär neue Elemente entstehen, die nicht nur zur Vorläufergeneration, sondern auch zum selben Organismus nicht homolog sind.
Die Tatsache, dass eine Mutation eine Vielzahl von Phänotypen initiieren kann, und dass diese Phänotypen unterschiedlich wahrscheinlich sind und einer statistischen Verteilung gehorchen, nennt die Erweiterte Synthese in der Evolutionstheorie als gerichtete Entwicklung. Gerichtetheit, wie hier empirisch nachgewiesen, ist eine der Grundannahmen neuerer Evolutionstheorie.

### Moderne Chirurgie der Polydaktylie
Polydaktylie war als Fehlbildung beim Menschen nie ein vorzeigbares Merkmal. Vom Mittelalter bis in die Neuzeit galt bei der Geburt eines Kindes die Frage danach, ob es zehn Finger und zehn Zehen habe, symbolisch dafür, ob das Kind gesund sei. Die Frage war noch im 20. Jahrhundert sehr verbreitet. Während bei postaxialer Polydaktylie zusätzliche Finger sehr schön in den Handapparat eingebettet sein können, aber nicht müssen, ist das bei präaxialer Polydaktylie der Hand nicht der Fall, da es in den meisten Fällen zu einer partiellen, unschönen Verdoppelung des Daumens kommt, und auch eine seltene vollständige Verdoppelung eines oder beider Daumen unnatürlich aussieht. Eine erste kurze medizinisch wissenschaftliche Arbeit zur Behandlung von Polydaktylie findet sich daher bereits 1938. Nach weiteren Studien 1969, 1977 und 1978, erschien 1983 eine Studie zu 237 klinischen Operationen am polydaktylen Daumen, die über einen Zeitraum von 1960 bis 1981 an der Hand-Klinik des orthopädischen Departments der Universität Osaka, Japan, vorgenommen wurden. 7 Formen von Polydaktylie am Daumen wurden hier großteils mit Bezugnahme auf Wassel (1969) unterschieden, beginnend mit sehr distaler Bifurkation am letzten Fingerglied über zunehmend proximale Formen am zweiten Fingerglied, bis zu Abgabelungen am Mittelhandknochen des Daumens. Der seltene Fall, dass sich keine Bifurkation am Daumen ausbildet, sondern es zu einer vollständigen Verdoppelung dieses Fingers kommt, wurde in dieser Arbeit ebenfalls beschrieben. In diesem Fall sind auch sämtliche Sehnen und mit ihnen auch die Muskeln verdoppelt, was nicht allein medizinisch beachtet werden musste, sondern generell für die Analyse der Entstehung der Formen von Polydaktylie eine neue Erkenntnis darstellt, ohne dass die Arbeit von Tada et al. das wohl anstrebte zu zeigen. Auch freiliegende, nicht mit dem Skelett verbundene, polydaktyle Knochenelemente, ähnlich wie sie bei der Maine-Coon-Katze auftreten, wurden von Tada et al. beschrieben und operiert.
Der Bericht von Tada et al. nennt an 193 von 237 möglichen polydaktylen Händen operative Eingriffe und beschreibt summarisch 130 Ergebnisse hinsichtlich der Beweglichkeit, Gelenkstabilität und der postoperativen Ausrichtung des Daumens. 75 % der Behandlungen in einer Gruppe von 93 Händen führten nach 35 Monaten zu guten, 4 % zu unbefriedigenden Ergebnissen. Nach der Studie von Tada et al. 2983 erschienen mehrere weitere klinische Berichte (1992, 2006, 2007, 2013) zu präaxialer Polydaktylie am Daumen.